# Polycycnis trullifera
Polycycnis trullifera är en orkidéart som beskrevs av David Edward Bennett och Eric Alston Christenson. Polycycnis trullifera ingår i släktet Polycycnis och familjen orkidéer.
Artens utbredningsområde är Peru. Inga underarter finns listade i Catalogue of Life.